# Саудијска Арабија на Светском првенству у атлетици у дворани 2012.
Саудијска Арабија је осми пут учествовала на Светском првенству у атлетици у дворани 2012. одржаном у Истанбулу од 9. до 11. марта. Репрезентацију Саудијске Арабије представљао је један такмичар, који је се такмичио у трци на 1.500 метара.
Саудијска Арабија није освојила ниједну медаљу али је њен такмичар постигао национални рекорд.

## Учесници
Мушкарци:
- Мухамед Шавин — 1.500 м

## Резултати

### Мушкарци
| Атлетичар     | Дисциплина | Лични рекорд | Полуфинале | Полуфинале | Финале               | Финале  | Детаљи |
| Атлетичар     | Дисциплина | Лични рекорд | Резултат   | Место      | Резултат             | Место   | Детаљи |
| ------------- | ---------- | ------------ | ---------- | ---------- | -------------------- | ------- | ------ |
| Мухамед Шавин | 1.500 м    |              | 3:45,12 НР | 8. у гр. 2 | Није се квалификовао | 17 / 23 |        |